# 一千個晚安
《一千個晚安》（英語：A Thousand Goodnights），2019年三立華人電視劇週五十點檔系列的第十三部作品，是三立電視首度與Netflix合作作品，也是三立年度旗艦戲劇。由張棟樑、連俞涵、陳博正、苗可麗、李宗霖、姚愛寗領銜主演，劇情以台灣鐵道環島為背景。本劇獲中華民國文化部105年度旗艦型連續劇製作補助臺幣4,280萬元，並獲得已故導演齊柏林所屬的台灣阿布電影及看見‧齊柏林基金會支持。於2018年5月31日開拍，6月1日舉行發佈會，11月30日殺青。三立都會台於2019年3月29日起每週五晚間十點首播，8月9日播出完結篇，全劇共20集。接檔《姊的時代》。

## 播出時間

### 首播
| 頻道/影音  | 所在地 | 播出日期      | 播出時間                  | 備註 |
| ---------- | ------ | ------------- | ------------------------- | ---- |
| 三立都會台 | 臺灣   | 2019年3月29日 | 每週五 22:00－23:30       |      |
| 台視主頻   | 臺灣   | 2021年9月23日 | 每週一至週五 21:00－22:00 |      |

### 網路平台
| 頻道/影音 | 所在地 | 播出日期      | 播出時間                        | 備註                               |
| --------- | ------ | ------------- | ------------------------------- | ---------------------------------- |
| Vidol     | 臺灣   | 2019年3月29日 | 每週五 23:30 上架               | 僅前三集為免費， 其餘集數需VIP會員 |
| Netflix   | 全世界 | 2019年6月1日  | 6/1上架1～10集 8/10上架11～20集 | 全集需會員觀賞                     |

### 重播
| 頻道       | 所在地 | 播出日期      | 播出時間                  |
| ---------- | ------ | ------------- | ------------------------- |
| 三立都會台 | 臺灣   | 2019年3月30日 | 每週六 03:00－04:30       |
| 三立都會台 | 臺灣   | 2019年3月31日 | 每週日 18:30－20:00       |
| 三立戲劇台 | 臺灣   | 2020年8月9日  | 每週日 22:30－24:00       |
| 三立戲劇台 | 臺灣   | 2020年8月15日 | 每週六 02:30－04:00       |
| 三立戲劇台 | 臺灣   | 2020年8月15日 | 每週六 06:30－08:00       |
| 三立戲劇台 | 臺灣   | 2020年8月15日 | 每週六 16:30－18:00       |
| 台視主頻   | 臺灣   | 2021年9月24日 | 每週一至週五 20:00－21:00 |

## 劇情
《一千個晚安》延續齊柏林導演的精神製作，劇情結合台灣各地自然與人文美景，拍攝深入台灣許多自然山水美境，並在劇中運用齊柏林導演《看見台灣》的空拍畫面，將台灣人文與地景之美推向國際。

### 大綱
在一個寧靜並寫著「十分←→幸福」的小火車站，有個心事重重的女人帶著一位四歲的小女孩到來，留下一個牛皮紙袋後，就默默地消失無蹤...
站長戴家和（陳博正飾）看見這位被拋棄的小女孩，立馬跑來安慰，並說出許願森林的傳說：「只要連續對森林說一千個晚安，願望就會實現！」
小女孩許下「回家」的心願，經過了「一千個晚安」，小女孩還是沒有等到母親來接她，但她對森林許下的願望成真了，因為小女孩被站長戴家和收養，也有了自己的家，以及新的名字「戴天晴」。
小女孩長大後，戴家和也即將從台鐵退休，有著攝影喜好的他，決定規劃一場環島旅程，雖然家和知道自己無法像齊柏林導演一樣用空中視野來俯瞰台灣，但希望能用相機對留下台灣的美好。
而小時候與天晴的因緣際會之下，而與家和結下忘年之交的程諾（張棟樑飾），因為多年來看著家和寄的台灣風景明信片，從國外返台後得知這場旅程，打算與家和一起完成這場旅程，只是不料家和一上火車就倒地不起...
戴天晴（連俞涵飾）與程諾、妹妹戴天雨（姚愛寗飾）及好友吳柏森（李宗霖飾）四人打算一起完成家和無緣的環島夢，而他們也進而從中尋根並找回自我價值與愛情。

### 分集與片頭導語
各集開始會出現一句片頭導語，由劇中各個角色作為旁白，引用出齊柏林導演所著的《我的心，我的眼，看見台灣》文章句子。
| 集數 | 標題       | 旁白                 | 內容 |
| 1    | 一千個晚安 | 張棟樑 陳博正        | 「我原本以為，台灣的山只有兩種顏色，一種是白雪的白，一種是常年的綠，現在出現第三種，是滿山遍野、殘破的土黃色，像是大地的傷口…」 戴站長告訴我：「有人說，台灣的山現在出現第三種顏色，是滿山遍野殘破的土黃色，像是大地的傷口。」 |
| 2    | 家         | 連俞涵               | 「我常在空拍城市時找尋我家的地點，……或許，空拍是尋找另一個觀看『家』的角度。…我多年來拍攝各種主題，其實都是不斷呼應『家』這個概念。」 老爸常說：「人的一生就像一片羽毛，飛上了也就注定要落下，落到什麼地方，那就是你的棲身之地。」我很幸運有了棲身之地，但就像他的偶像說的：「空中飛來飛去，最後還是要雙腳踩在我們的土地上。」                                          |
| 3    | 啟程       | 陳博正               | 當人老的時候，好像所有的旅行，都不是出發，而是歸航。回到過去，回到曾經的記憶，也不知道哪來這麼大的勇氣，才第一站，我就挑戰生命中，最深的痛。或許在那曾經，我不算是一個好人，或許到現在，我都不值得被原諒。 |
| 4    | 看見       | 連俞涵               | 爸說：「童年的記憶，就像河流的上游一樣清澈；隨著年紀的增長，想法被功名利祿侵蝕；就像河流的下游，人越多，人工化的痕跡就越明顯，看不見當初的清澈。」 |
| 5    | 遺憾       | －                   | 人的一生都在選擇！有些選擇迎來喜悅的圓滿，有些卻造成傷感的遺憾，用盡一生來蹉嘆，直到彌補的那天到來… |
| 6    | 夢想       | 姚愛寗               | 如果，夢想是一段冒險旅程，我就是旅途中迷途的羔羊，羨慕追求夢想的帥勁，卻不知道自己該往哪裡去。 |
| 7    | 心結       | 陳博正               | 因為放不下、想不透，所以無法平心靜氣地看待，於是在內心深處打上了一個又一個的結，解不開來，就走不出去。 |
| 8    | 面對       | －                   | 這片土地發生過美好的、不美好的事跡，都應該被記錄下來，唯有被記錄，我們才有能力去理解人類對環境究竟產生了怎樣的影響，不管這個影響是好是壞，我們都要去面對它。 |
| 9    | 河流       | 連俞涵               | 每一個生命會碰觸到另一個生命，你所付出的愛，絕對不會白費；你所遇到的人，都會以某種方式再回到你生命裡。 |
| 10   | 約定       | －                   | 一直以來，我一直想做一件事，讓台灣人了解台灣，讓世界認識台灣。 |
| 11   | 珍視       | －                   | 人們活在這塊土地上，心裡不該時常掛念著『還要什麼』，而是多一些珍惜現在的心情，停下腳步，看看路上的風光。 |
| 12   | 城市       | 陳博正               | 城市的便利，是為了讓人過得更好，就好像是父母幫小孩建構起來的家，總有一天，你們都會離開這個家，離開爸爸媽媽的保護，到時候，記得要鼓起足夠的意志與勇氣，去面對現實帶來的挑戰和打擊。 |
| 13   | 把愛找回來 | 福地祐介             | 內心的故鄉，或許不存在於真實之處，但卻是一個能安放真心的歸屬。一處渴望回去的地方；一條記憶的老巷；一起發生過的故事⋯一點一滴，都是我內心的故鄉。 |
| 14   | 關心       | 連俞涵 陳博正 苗可麗 | 老爸說，有些關心是很明顯的，有些則是藏在背後。我們關心一個人並不是為了讓對方知道我們在意他，而是很單純的希望對方能快樂、能變好，因此我們默默付出、義無反顧，也別無所求…就像靜靜躺在海上的龜山島一樣，不管是抬頭還是不經意的轉身，都能看見它不離不棄的身影，就像母親一樣殷殷的守望，無論孩子是離家或者歸鄉…<一杯熱茶，一碗熱食，用食物帶給人們安慰，這是我唯一能做的事…> |
| 15   | 堅持       | 連俞涵               | 有些事不是因為看見了希望才去堅持，而是因為堅持了才能看見希望，就像滴水穿石，不是因為水的力量，而是因為晝夜的水流，所以想要走得更遠，就要一步一步的走。 |
| 16   | 秘密       | 苗可麗               | 想遺忘的過去，不是假裝它不存在就會消失，它會像如影隨形地迷霧般逐漸擴散，讓你看不清前方，催化你的恐懼，然後蔓延吞噬你的生活……，這世間，沒有所謂的眼不見為淨，那些被拋棄的，終究還是會回來的…」 |
| 17   | 真相       | 陳博正               | 這個島嶼的山，從海裡來……往海裡去，海面風平浪靜的美麗，卻很難讓人發現，海面下真實的暗潮洶湧 |
| 18   | 修復       | 苗可麗               | 囡囡：欠妳的，讓我用我自己的方式來償還，幸福的活著，是今生，對妳唯一的要求，母女一場，不是恆久的占有，而是生命中的一場緣分，很深…很深的緣分 |
| 19   | 改變       | 連俞涵 陳博正        | 世事變遷，可是有很多事物，卻永遠不變。 就像你生命中的DNA一樣，永遠都不會改變。 |
| 20   | 家鄉       | 連俞涵               | 你有聽過家鄉呼喚的聲音嗎？ 放下不必要的防備，回家，用心傾聽家鄉土地的呼喚，定位自己的生命，敞開心胸感受土地的躍動，創造本該屬於它的風景，家，是一生中最美好的地方，回家，是一件值得驕傲的事。 |

## 演員

### 主要演員
| 演員     | 角色   | 介紹 | 登場集數                                               |
| 張棟樑   | 程諾   | 旅美設計師，戴天晴的男朋友。小時候與天晴的一段機緣下，認識了戴家和，出國後家和陸續寄送台灣風景明信片，兩人互相通信成為筆友。在返台後得知家和的台灣鐵路環島計劃，立即跟隨腳步，也在因緣際會下再度認識了家和的女兒─天晴，程珊同父異母的哥哥。 | 全集                                                   |
| 陶雨隆   | 程諾   | 幼年時的程諾。 | 1                                                      |
| 沈昶宏   | 程諾   | 少年時的程諾。 | 1,3-4,6-7                                              |
| 連俞涵   | 戴天晴 | 漫畫工作室的助理，戴天雨的姊姊，李惠真的親生女兒，程諾的女朋友。4歲時遭生母拋棄在火車站，經過「一千個晚安」後被站長戴家和收養。在家和過世後，決定幫父親完成他的環島計劃，並且從中尋找自我與愛情。                                           | 全集                                                   |
| 吳以涵   | 戴天晴 | 7歲時的戴天晴。 | 1-3,10,15,18,20                                        |
| 陳昭妃   | 戴天晴 | 4歲時的戴天晴。 | 1-2,13,15,17-18,20                                     |
| 李宗霖   | 吳柏森 | 為了完成歌手夢想努力生活的熱血少年，平時跑快遞以及在居酒屋打工兼差。從小就想成為天晴與天雨姊妹的保護者。原以為自己喜歡戴天晴，被拒絕後才發現自己喜歡戴天雨。                                                                                | 1-15,18-20                                             |
| 駱炫銘   | 吳柏森 | 少年時的吳柏森。 | 6                                                      |
| 姚愛寗   | 戴天雨 | 20歲，古靈精怪的鋼琴少女，戴天晴的妹妹。有著天真、不做作的個性，一直保護著善良的姊姊。在父親過世後，決定休學賺錢。喜歡吳柏森。 | 全集                                                   |
| 陳品嫙   | 戴天雨 | 幼年時的戴天雨。 | 1,6,10,15                                              |
| 陳博正   | 戴家和 | 戴天晴的養父，戴天雨的生父，台鐵雙溪火車站站長。曾經對著一位被拋棄的小女孩說出許願森林的故事，在「一千個晚安」後，認養了那位女孩─戴天晴。退休後決定要乘上台灣鐵道環島，卻不料上了火車就倒地不起。「信義和平賞鳥團」鳥兄弟之一。             | 1-4,7-13,15-20 （角色於第1集過世後，僅以回憶方式出現） |
| 林孫煜豪 | 戴家和 | 高中階段的戴家和，劉秀真的青梅竹馬。 | 3-5                                                    |
| 苗可麗   | 李惠真 | 綽號寬姐，居酒屋的老闆娘。早年曾經受過家和的幫助，因此在家和過世後，決定幫忙照顧戴家倆姊妹。不過故鄉是她離鄉背井多年，一直不敢回去的地方。是戴天晴的親生母親。                                                                              | 2-3,5-7,11-18,20                                       |

### 其他演員
| 演員   | 角色   | 介紹 | 登場集數             |
| 許展榮 | 查不   | 戴天晴的學長，秋素蘭漫畫工作室的大師兄，支持天晴離開工作室獨立接案。                                                       | 1-3,8,11,16-17       |
| 陳庭萱 | 賀美美 | 戴天晴在秋素蘭漫畫工作室的同事，抄襲戴天晴的作品。                                                                         | 1-3,8,11-12          |
| 陳幼芳 | 秋素蘭 | 秋素蘭漫畫工作室的老師。                                                                                                   | 1-3,8,11-12,16-17,19 |
| 朱陸豪 | 程懷展 | 程諾和程珊的父親，工廠董事長。                                                                                             | 3-4,6,9,11,15-20     |
| 謝瓊煖 | 胡美蘭 | 程諾的母親。她自認是全心全意愛著丈夫、守護這個家，怎麼還會被背叛？怎麼才能吸引到兒子的目光？情緒勒索成了她唯一的手段...... | 3-4,7,9,16-20        |
| 羅北安 | 吳祥平 | 吳柏森的父親，「信義和平賞鳥團」鳥兄弟之一，鐵道班工人，戴家和同事兼好友。                                                 | 4-15,18-20           |
| 林逸欣 | 程珊   | 綽號Sandy，程懷展的私生女，程諾同父異母的妹妹，在爸爸的公司研發處的工作，擔任興盛生產線的負責人。喜歡佐藤剛。              | 6-7,9-13,15-20       |
| 楊潔玫 | 黃白蓮 | 台南古蹟解說員兼醫院志工，程懷展的外遇對象，程珊的母親。                                                                   | 6,10-13,16-18        |

### 客串演員
| 演員     | 角色      | 介紹 | 登場集數  |
| 劉明勳   | 鎮長      | 頭城鎮鎮長。 | 1,19-20   |
| 王雨妍   | 戴妻      | 戴家和的妻子，已過世。 | 1,17      |
| 王治平   | 鮑毓文    | 戴天雨的大學教授。 | 1-2       |
| 香吉士   | Friday    | 居酒屋的員工，吳柏森的同事。 | 2-3,6     |
| 許時豪   | 賴志德    | 綽號Jason，賴金水的兒子，程諾的麻吉，拜託程諾合夥案子，被拒絕。 | 2-3,10-13 |
| 莊鵑瑛   | 李明明    | 戴天雨的同學。 | 1-2,6     |
| 李相林   | 瑩瑩      | 劉秀真的女兒，新竹五峰清泉人。 | 3-5,19-20 |
| 王真琳   | 劉秀真    | 高中階段的劉秀真，戴家和的青梅竹馬。 | 4-5       |
| 陳夙雰   | 劉秀真    | 戴家和的初戀情人兼高中同學，瑩瑩的母親，新竹竹東人。 | 4-5       |
| 羅思琦   | 劉鐵樹    | 劉秀真的哥哥，瑩瑩的舅舅。 | 4         |
| 徐秀容   | 徐秀容    | 劉秀真的鄰居。 | 4-5       |
| 陳獻     | 講師      | 天雨公司新進員工訓練講師。 | 5         |
| 解偉苓   | Julia     | 天雨公司新進員工訓練講師。 | 5-6       |
| 邵翔     | 許鳴亮    | 小亮，許阿義的兒子，在阿里山露營區開餐廳。 | 5-8       |
| 梁正群   | 潘正宏    | 總經理，潘信的兒子。 | 6-8       |
| 龍劭華   | 潘信      | 「信義和平賞鳥團」鳥兄弟之一。 | 7-8       |
| 張瓊姿   | 陳麗娟    | 潘信的妻子 | 7-8       |
| 長青     | 許阿義    | 「信義和平賞鳥團」鳥兄弟之一，已過世。 | 7-8       |
| 楊皓崴   | Sandy男友 | 曾經是程珊的男友。 | 7         |
| 朱梓豪   | 小健      | 孤兒院院童，被戴站長領養，站長死後，換新爸爸新媽媽領養，被天晴姐姐找到媽媽，一個人出國找生母見面。                                                                                                   | 8-9       |
| 福地祐介 | 佐藤剛    | 日本養父姓，葉桂美的兒子。喜歡程珊。 | 10-13,18  |
| 張翰     | 歐大任    | 歐哥，吳柏森海選的評審，星霏演藝經紀公司的主管。 | 10-15     |
| 劉長鳴   | 吳老師    | 戴家和、葉桂美、林同、賴金水的小學老師。 | 10-13     |
| 黃婕菲   | 翠娥      | 吳老師的媳婦，丈夫已病逝。 | 10-13     |
| 蔡明修   | 賴金水    | 賴志德的父親，戴家和的小學同學，罹患失智症。 | 10-13     |
| 梁修治   | 林同      | 戴家和的小學同學。 | 10,12-13  |
| 陳雅慧   | 葉桂美    | 嫁給日本人改名佐藤美子，戴家和的小學同學，佐藤剛的母親，已於兩年前因車禍逝世。 | 10,13     |
| 程學書   | 苗山明    | 廟公。 | 13,18-20  |
| 林可唯   | 俞敏莪    | 宜蘭民宿主人，單親媽媽。離婚後為了兒子的健康移居宜蘭，日子艱難卻從未放棄兒子，引出天晴心中對母親的不諒解。                                                                                           | 13-15     |
| 余彥宸   | 何宇翔    | 敏莪的獨生子，愛媽媽也知道她的辛苦，但卻一直無法符合母親期待而深感挫折，宛如幼時程諾。 | 13-15     |
| 黃倩萍   | 黃倩萍    | 宜蘭重大車禍的主播。 | 14        |
| 朱美虹   | 朱美虹    | 宜蘭美虹廚房老闆娘。 | 14        |
| 呂雪鳳   | 李翠霞    | 戴家和的鄰居，方家齊的母親。因戴家不在家，去幫忙收掛號信。 | 14,18-20  |
| 賴青松   | 賴青松    | 稻田農夫。 | 15        |
| 陳玉玫   | 陳麗美    | 李惠真在坐牢的朋友，於2001年因吸毒過量病逝。 | 15-17     |
| 高慧君   | 蔡婕      | 李惠真當時的典獄長，現任更生人服務中心專員。 | 16-18     |
| 劉沛緹   | 張虹      | 李惠真在坐牢的朋友。因為兒子吸毒的關係，需要不少金錢所以便逼李惠真給錢讓她好渡過難關，否則就將當年惠真的事全說出來。最後決定正視自己的問題，讓兒子進勒戒所，等待兒子戒毒回來後好好過新的生活         | 16-18     |
| 吳昆達   | 徐俊      | 戴天晴的生父。年輕時與李惠真交往同居，常毆打李惠真，而李惠真出獄後依然持續騷擾她甚至拿天晴做威脅，因此也導致李惠真在和他發生爭吵時，不慎讓他從懸崖邊墜入海裡，最後被救起失去記憶並秘密安置在療養院。 | 16-18     |
| 賀少俠   | Daniel    | 瑩瑩的男朋友，德國人，來台灣收集台灣的聲音。 | 19-20     |
| 黃書維   | 方家齊    | 李翠霞的兒子 | 19-20     |
| 瑪利亞   | 王老師    | 電音三太子團長 | 19-20     |
| 夏禕     | 沈秀麗    | 吳祥平妻子、吳柏森母親，13年前被吳祥平家暴而離家，因為感受到丈夫的悔意而決定原諒，與吳祥平復合。 | 20        |

## 歌曲
| 曲序 | 曲目                 |                | 作曲   | 演唱     |
| ---- | -------------------- | -------------- | ------ | -------- |
| 1.   | 一千個晚安（片頭曲） | 方泂鑌         | 方泂鑌 | 方泂鑌   |
| 2.   | 晚安（片尾曲）       | 何啟弘         | 蕭煌奇 | 蕭煌奇   |
| 3.   | 晴天樹（插曲）       | 管啟源         | 陳子超 | 張棟樑   |
| 4.   | Sweet Dream（插曲）  | 方泂鑌         | 方泂鑌 | 方泂鑌   |
| 5.   | 雨（插曲）           | 黃宣碩         | 黃宣碩 | 李宗霖   |
| 6.   | 告白（插曲）         | 嚴正嵐、黃建為 | 黃建為 | 嚴正嵐   |
| 7.   | 乾脆放手（插曲）     | 饒善強         | 李欣怡 | 展榮展瑞 |

同名片頭曲〈一千個晚安〉由馬來西亞創作歌手方泂鑌編寫詞曲及演唱，歌詞主要敘述女主角戴天晴的故事。而片尾曲〈晚安〉則由台灣金曲歌王蕭煌奇編曲及演唱，並由台灣知名國語歌曲填詞人何啟弘填詞，歌詞則是描述男主角程諾與戴家和的故事。兩部歌曲皆是為戲劇量身打造。

## 製作

### 製作團隊
- 導演：
  - 林清振、洪伯豪（第1-2,4-5,9-20集）
  - 林清振、洪伯豪、龔美富（第3,6-8集）
- 總監：王淑娟
- 製作人：方孝仁
- 空拍攝影：齊柏林
- 編劇：
  - 羅彩渝、羅森薇、顏一帆、張芳瑛（第1-2集）
  - 羅彩渝、羅森薇、張芳瑛、黃勻祺、蔡俊彬、蔡維桑、蔡維楓、蔡明芬、黃千芸（第3集）
  - 黃勻祺、蔡俊彬、蔡維桑、蔡維楓、蔡明芬、黃千芸、鄭涵文、李盈緣（第4-7集）
  - 羅彩娟、羅森葳、邵慧婷、曹頤和、鄭涵文、李盈緣、黃勻祺、蔡俊彬、蔡維桑、蔡維楓、蔡明芬、黃千芸（第8-9集）
  - 邵慧婷、曹頤和、鄭涵文、李盈緣、黃勻祺、蔡俊彬、蔡維桑、蔡維楓、蔡明芬、黃千芸（第10集）
  - 邵慧婷、曹頤和、黃勻祺、蔡俊彬、蔡維桑、蔡維楓、蔡明芬、黃千芸（第11-13集）
  - 曹頤和、邵慧婷（第14集）
  - 曹頤和、邵慧婷、鄭涵文（第15集）
  - 曹頤和、邵慧婷、陳靚宜（第16集）
  - 陳靚宜（第17集）
  - 羅彩渝、羅森葳、曹頤和、林珮瑜（第18集）
  - 林珮瑜（第19-20集）
- 編劇統籌：蔡國榮、張瑞齡
- 製片統籌：鍾佳瑩
- 執行製片：陳宜秀、薛克昭、陳郁雯、呂偉華
- 節目統籌：劉秋平
- 製作公司：三立電視、華人創作、金牌風華影像製作股份有限公司

### 製作歷程
本劇從籌劃及拍攝共耗時907天，拍攝全台灣共12座山脈以及150處景點，是三立電視首部拍攝完畢後才播出的旗艦華劇，亦是籌備至播出間耗時最長的作品。
2016年
- 8月16日，《一千個晚安》獲中華民國文化部105年度旗艦型連續劇製作補助4280萬。[4]
- 8月20日，三立首度公開本劇[9][10]，但因暫定演員炎亞綸與三立鬧翻拒演此劇[11]，簡嫚書則因懷孕而辭演[12]。

2017年
- 6月10日，原視覺總監齊柏林導演因意外過世。[13]

2018年
- 1月18日，爆出預計接演女主角的温貞菱因無法拿到合理薪資而棄演，由連俞涵接演。[14]
- 3月12日，週刊報導演員已定裝，預計2018年3月底開鏡。[1]
- 4月2日，傳出宥勝因為不跟三立旗下怡佳娛樂續約而遭換角，但宥勝否認計劃過接演本劇。[15]
- 4月3日，將播出時段從華八改為日十，並延後開鏡。[16]
- 4月11日，傳出謝佳見將接演本劇，但因為已先接下檔期剛好撞到的電視劇《我是顧家男》而婉拒演出。[17]
- 5月29日，男主角確定由張棟樑接演。[18]
- 5月31日，《一千個晚安》開拍。
- 6月1日，於新北投車站舉行戲劇發佈記者會。[19][20]
- 11月14日，由蕭煌奇演唱的片尾曲〈晚安〉首度公開。[21]
- 11月30日，《一千個晚安》全劇殺青。[22]
- 12月1日，《一千個晚安》舉行殺青宴。

2019年
- 3月4日，《一千個晚安》主視覺首度公開。[23]
- 3月8日，由方泂鑌演唱的同名片頭曲〈一千個晚安〉首度公開。[24][25]
- 3月9日，釋出首篇Teaser預告，並確定將播出時段從日十改為五十。[26]
- 3月12日，釋出第二篇Teaser預告。[27]
- 3月19日，於三創數位生活園區舉辦口碑特映會。[28][29]
- 3月20日，釋出PROMO預告母子篇。[30]
- 3月20日，釋出PROMO預告相遇篇。[31]
- 3月20日，釋出PROMO預告離別篇。[32]
- 3月20日，釋出3分鐘版片花。[33]
- 3月21日，釋出PROMO預告齊柏林精神X台灣之美篇。[34]
- 3月21日，釋出PROMO預告永遠的守護戴站長篇。[35]
- 3月21日，釋出預告程諾與天晴的旅程篇。[36]
- 3月21日，釋出預告走遍台灣的晚安篇。[37]
- 3月22日，於閱樂書店舉辦星光分享會。[38]
- 3月29日，三立都會台首播。[39]
- 6月1日，Netflix上架一至十集。
- 8月10日，Netflix上架十一至二十集。

## 場景
| 劇中拍攝場景 |                  |                                                                  |
| 縣市         | 場景             | 位置                                                             |
| 新北市       | 東勢格派出所     | 新北市政府警察局瑞芳分局東勢格派出所 新北市平溪區東勢格1號       |
| 新北市       | 雙溪車站         | 台鐵宜蘭線雙溪車站 新北市雙溪區新基里朝陽街一號                  |
| 新北市       | 天晴出發旅行     | 八股橋 新北市雙溪區八股橋                                        |
| 新北市       | 十分幸福指標     | 菁桐老街 新北市平溪區菁桐街                                      |
| 新北市       | 20年前的戴家     | 菁桐北海道民宿 新北市平溪區白石村白石腳1號                       |
| 新北市       | 程諾走鐵軌       | 三貂嶺車站旁 新北市瑞芳區碩仁里魚寮路1號旁平溪線鐵道橋           |
| 新北市       | 許願森林小徑     | 菁桐煤礦紀念公園(五分車鐵軌行經處) 新北市平溪區菁桐街50號        |
| 新北市       | 歡樂耶誕城       | 新北市歡樂耶誕城 新北市政府前廣場                                |
| 宜蘭縣       | 戴家             | 宜蘭縣宜蘭市                                                     |
| 宜蘭縣       | 漫畫工作室       | 楊士芳紀念林園 宜蘭縣宜蘭市舊城西路66號                          |
| 宜蘭縣       | 程諾工作室       | 礁溪戶政事務所 宜蘭縣礁溪鄉礁溪路四段126號                       |
| 宜蘭縣       | 戴站長樹葬       | 羅東運動公園 宜蘭縣羅東鎮公正路666號（四維路P4停車場進去的大樹） |
| 桃園市       | 居酒屋           | 鳥久居酒屋 桃園市桃園區桃一街63號                                |
| 桃園市       | 小亮開設的露營區 | 嘎色鬧蜻蜓露營區 桃園市復興區奎輝里7鄰嘎色鬧2號                  |
| 新竹縣       | 程諾、天晴泡腳池 | 清泉溫泉將軍湯 新竹縣五峰鄉張學良故居舊址旁                      |
| 新竹縣       | 神父所在天主堂   | 清泉天主堂 新竹縣五峰鄉桃山村10鄰184號                           |
| 新竹縣       | 劉秀真的店       | 三毛夢屋 新竹縣五峰鄉16鄰清泉262號                               |
| 新竹縣       | 張學良故居       | 張學良文化園區 新竹縣五峰鄉桃山村清泉256-6號                     |
| 新竹縣       | 瑩瑩舅舅家       | 味衛佳柿餅觀光農場 新竹線新埔鎮旱坑路一段283巷53號               |
| 新竹縣       | 家和的美術啟蒙地 | 蕭如松紀念園區 新竹縣竹東鎮三民街60號                            |
| 苗栗縣       | 晚安許願樹       | 藍天綠地露營區 苗栗縣後龍鎮福寧里頭湖6-1號                       |
| 苗栗縣       | 觀霧山莊         | 觀霧山莊 苗栗縣泰安鄉觀霧8號                                     |

## 收視率

### 三立都會台週五首播收視率
| 臺灣 三立都會台 首播收视率 （AC尼爾森） |               |        |      |                |
| 集數                                    | 播出日期      | 收视率 | 排名 | 備註           |
| 1                                       | 2019年3月29日 | 0.73   | 3    | 有線收視0.97   |
| 2                                       | 2019年4月5日  | 0.81   | 3    | 有線收視1.05   |
| 3                                       | 2019年4月12日 | 0.81   | 3    |                |
| 4                                       | 2019年4月19日 | 1.03   | 3    | 有線收視1.35   |
| 5                                       | 2019年4月26日 | 0.71   | 3    |                |
| 6                                       | 2019年5月3日  | 0.83   | 3    | 有線收視1.09   |
| 7                                       | 2019年5月10日 | 0.66   | 3    |                |
| 8                                       | 2019年5月17日 | 0.58   | 3    |                |
| 9                                       | 2019年5月24日 | 0.73   | 3    |                |
| 10                                      | 2019年5月31日 | 0.72   | 3    |                |
| 11                                      | 2019年6月7日  | 0.64   | 3    |                |
| 12                                      | 2019年6月14日 | 0.67   | 4    |                |
| 13                                      | 2019年6月21日 | -      | -    |                |
| 14                                      | 2019年6月28日 | 0.46   | 4    |                |
| 15                                      | 2019年7月5日  | -      | -    |                |
| 16                                      | 2019年7月12日 | 0.61   | 4    |                |
| 17                                      | 2019年7月19日 | 0.52   | 4    |                |
| 18                                      | 2019年7月26日 | 0.49   | 4    |                |
| 19                                      | 2019年8月2日  | 0.52   | 4    |                |
| 20                                      | 2019年8月9日  | 0.54   | 4    | 晚安幸福最終站 |
| 平均收視率                              | 平均收視率    | 0.67   |      |                |

1. 同时段或交叉时段主要节目：
  - 三立台灣台《白鷺鷥的願望》／《聖王公傳奇》／《天之蕉子》
  - 民視無線台《綜藝新時代》
  - 東森綜合台《醫師好辣》
  - 台視《我是顧家男》／《我們不能是朋友》
  - 中視《握三下，我愛你》／《媽祖》／《女醫·明妃傳》／《擁抱太陽的月亮》／《奇皇后》／中視強檔電影院
  - 八大綜合台《靈異街11號》
  - 衛視中文台《遺失的1/2》
2. 数据由AGB尼爾森調查，調查範圍是四歲以上收看電視之觀眾。
3. 資料來源：台灣-偶像劇場、凱絡媒體週報。

## 紀錄片
《一千個晚安紀錄片》，由紀錄片導演王睿成執導，紀錄下劇組拍攝上山下海的環島之旅。並規劃《一千個晚安攝影展》，用照片記錄台灣，讓世界看見台灣的美好。
預計2019年12月播出。

## 獎項

### 亞洲電視大獎
| 年份   | 獲提名     | 獎項       | 結果 |
| ------ | ---------- | ---------- | ---- |
| 2019年 | 張棟樑     | 最佳男演員 | 提名 |
| 2019年 | 連俞涵     | 最佳女演員 | 提名 |
| 2019年 | 一千個晚安 | 最佳戲劇獎 | 提名 |

## 外部連結
- 官方网站－三立
- 官方网站－台視
- 三立華劇的Facebook專頁
- 三立華劇的Instagram帳戶
- YouTube上的三立華劇頻道
- 一千個晚安 （页面存档备份，存于）－Vidol
- 在Netflix上觀看《一千個晚安》

## 作品的變遷
| 臺灣 三立都會台 每週五 22:00－23:30 | 臺灣 三立都會台 每週五 22:00－23:30          | 臺灣 三立都會台 每週五 22:00－23:30 |
| --- | -------------------------------------------- | ----------------------------------- |
| | 一千個晚安 （2019年3月29日－2019年8月9日）   |                                     |
| 姊的時代 （2018年1月12日－2018年4月13日）我在姊的時代 （2018年4月20日）三明治女孩的逆襲（重播） （2018年4月27日－2018年8月24日）高校英雄傳（重播） （2018年8月31日－2018年12月14日） 愛玩客（重播） （2018年12月21日－2019年1月11日）你有念大學嗎？（重播） （2019年1月18日－2019年3月22日） | 用九柑仔店 （2019年8月16日－2019年10月18日） |                                     |

| 臺灣 三立戲劇台 每週日 22:30 - 24:00                 | 臺灣 三立戲劇台 每週日 22:30 - 24:00        | 臺灣 三立戲劇台 每週日 22:30 - 24:00 |
| ---------------------------------------------------- | ------------------------------------------- | ------------------------------------ |
|                                                      | 一千個晚安 （2020年8月9日－2020年12月20日） |                                      |
| 我的自由年代（重播） （2020年1月19日－2020年8月2日） | 用九柑仔店 （2020年12月27日－2021年）       |                                      |

| 臺灣 台視主頻 每週一至週五 21:00 - 22:00 | 臺灣 台視主頻 每週一至週五 21:00 - 22:00                                                       | 臺灣 台視主頻 每週一至週五 21:00 - 22:00 |
| --- | ---------------------------------------------------------------------------------------------- | ---------------------------------------- |
| | 一千個晚安 （2021年9月23日－2021年11月5日）                                                    |                                          |
| 天才醫師耀漢 （2021年8月5日－2021年9月2日）夫婦的世界（重播） （20:00 - 22:00） （2021年9月3日－2021年9月7日） （9月8日起，改為凌晨02:00 - 04:00）遇見幸福300天（重播） （20:00 - 22:00） （2021年9月8日－2021年9月23日） | 一個屋簷下 （20:00 - 21:00） （2021年11月8日－2022年2月23日） （2月24日起，改為21:00 - 22:00） |                                          |